# Лепіста ліловонога
Лепіста ліловонога або рядовка ліловонога (Lepista personata) — гриб роду лепіста.

## Біотоп

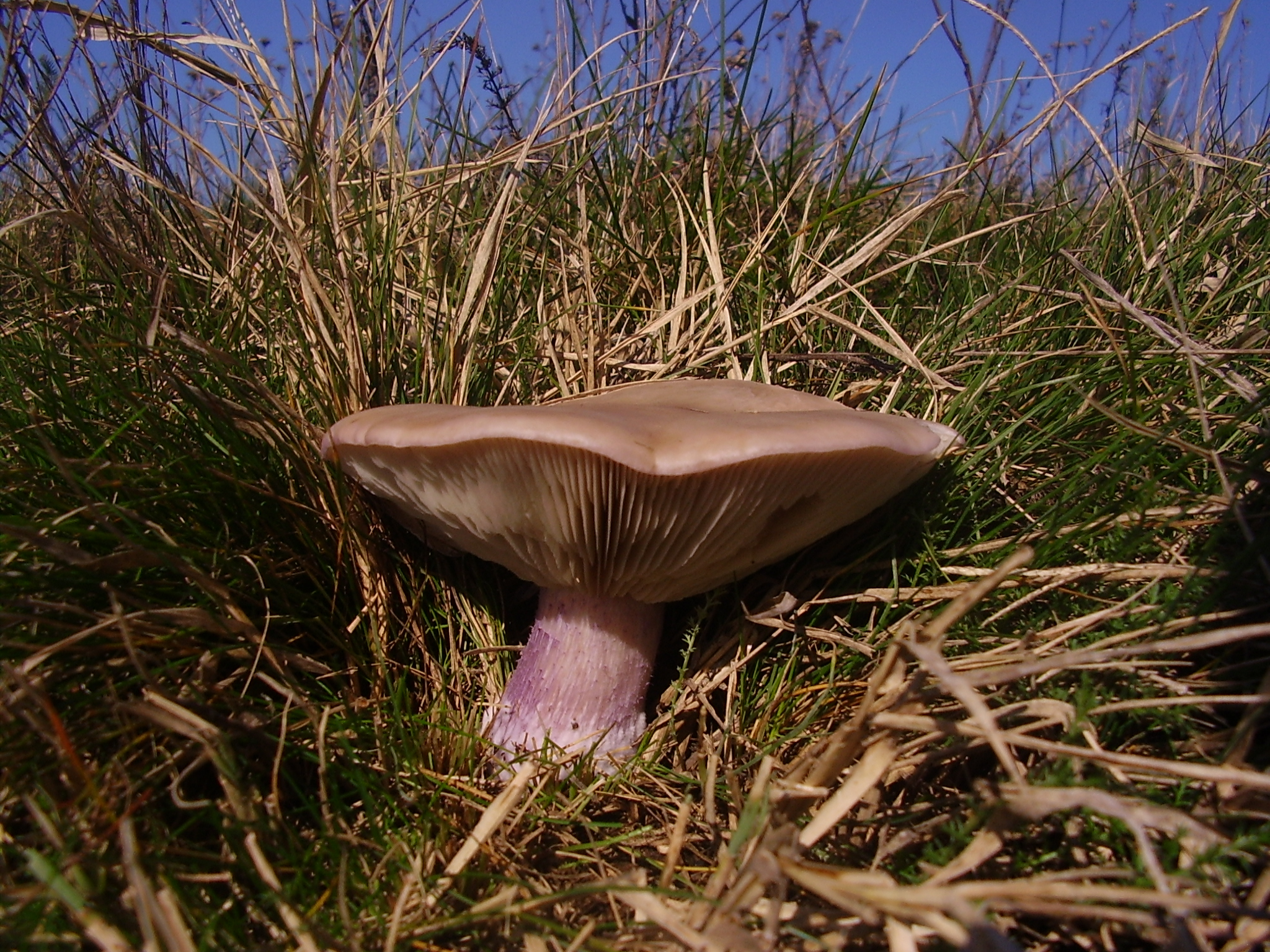
Лепіста ліловонога в природному середовищі

Росте від кінця серпня до листопада на луках, пасовищах, у степах, рідше в лісах на освітлених галявинах, на узліссях. Зустрічається групами, іноді утворює «відьмині кільця».

## Опис
Шапка діаметром 5—15 см, м'ясиста, спочатку напівсферична, пізніше випукло-розпростерта, плоско-розпростерта, з тонким, рівним, гладким краєм. Поверхня шапки гола, гладка, кремова, коричнювато-кремова, охряна, рудувато-сірувата, жовтувато-сірувата. Гіменофор пластинчастий. Пластинки густі, широкі, вільні, спочатку білуваті, пізніше кремові або жовтувато-охряні. Споровий порошок рожевувато-жовтуватий. Спори 7—8 на 4—5 мкм. Ніжка заввишки 2—8 см, діаметром 1,5—3 см, циліндрична, розширена біля основи, коротка, волокниста, спочатку суцільна, пізніше порожниста, лілувата або блідо-фіолетова. М'якоть щільна, м'ясиста, товста, з віком рихла, лілувата, кремова, сірувато-лілова, з неприємним або слабким фруктовим запахом.

## Поширення
Гриб широко розповсюджений у Європі. В Україні — по всій території. Також зустрічається у Північній Америці.

## Використання
Їстівний гриб 4 категорії. Використовується після відварювання, вареним, смаженим, маринованим. На смак дещо нагадує печерицю. Завдяки зовнішньому вигляду цей гриб досить складно сплутати з неїстівними грибами.